# South Orange
South Orange is een plaats (census-designated place) in de Amerikaanse staat New Jersey, en valt bestuurlijk gezien onder Essex County.

## Demografie
Bij de volkstelling in 2000 werd het aantal inwoners vastgesteld op 16.964.

## Geboren
- Kevin Spacey (1959), acteur
- Lauryn Hill (1975), zangeres en actrice

## Geografie
Volgens het United States Census Bureau beslaat de plaats een oppervlakte van
7,4 km², geheel bestaande uit land.

## Plaatsen in de nabije omgeving
De onderstaande figuur toont nabijgelegen plaatsen in een straal van 8 km rond South Orange.